# 德米特罗
德米特羅（烏克蘭語：Дмитро́，羅馬化：Dmytró，發音：[dmɪˈtrɔ]），又譯德梅特羅，是一个乌克兰語名字，源自希腊语Demetrios。

## 昵称
德米特羅一名有許多的昵称，其中包括：
- 迪馬（Діма，Dima；最爲常見）
- 迪莫奇卡（Дімочка，Dimochka）
- 迪穆利亞（Дімуля，Dimulia）
- 迪穆沙（Діму，Dimusha）
- 迪穆夏（Дімуся，Dimusia）
- 梅特羅（Метро，Metro；烏克蘭裔加拿大人常用）
- 梅佳（Митя，Mytia）
- 米滕卡（Мітенька，Mitenka）
- 梅佳伊（Митяй，Mytiai）
- 米佳伊奇克（Мітяйчік，Mitiaichik）
- 米秋沙（Мітюша，Mitiusha）
- 米秋申卡（Мітюшенка，Mitiushenka）
- 米秋利亞（Мітюля，Mitiulia）
- 米秋尼亞（Mityunya，Мітюня）

## 名叫德米特羅的名人
- 德米特罗·齐格林斯基（1986年-），乌克兰足球运动员
- 德米特罗·东佐夫（1883年-1973年），乌克兰民族主义作家、出版商、记者和政治思想家
- 德米特罗·赫拉喬夫（1983年-），乌克兰运动员
- 德米特羅·扎比爾琴科（1984年-），职业篮球运动员